# Vestenanova
Vestenanova – miejscowość i gmina we Włoszech, w regionie Wenecja Euganejska, w prowincji Werona.
Według danych na rok 2004 gminę zamieszkiwało 2614 osób, 113,7 os./km².